# Christel Küpper
Christel Küpper (* 1906 in Bonn; † 1995 in München) war eine deutsche Friedensaktivistin.

## Leben
Die gelernte Bibliothekarin war von 1930 bis 1933 leitende Mitarbeiterin der deutschen Zentralstelle für Büchereiwesen in Leipzig, ab 1934 traf sie das Berufsverbot. Im Jahr 1937 begann sie ein Studium der Psychologie, ab 1942 arbeitete sie als Psychotherapeutin in München. Christel Küpper war verheiratet und hatte zwei Töchter.

## Arbeit als Friedensaktivistin
Ab 1950 begann Christel Küpper mit dem Aufbau und war Mitglied verschiedener Friedensorganisationen. Ab 1953 setzte sie ihre friedenspolitische Mitarbeit zeitweise in Parteien (Heinemanninitiative, Gesamtdeutsche Partei, SPD) um. 1958 gründete sie die Studiengesellschaft für Friedensforschung in München. 
Bereits als Kind erfuhr Christel Küpper im Ersten Weltkrieg die Grausamkeit des Krieges. Das war wohl der Grund dafür, dass sie schon vor dem Zweiten Weltkrieg als junge Frau Mitglied der Internationalen Liga für Frieden und Freiheit war, die später von den Nazis verboten wurde. In Übereinkunft mit ihrem Mann Ernst Küpper, der hinter ihrem friedenspolitischen Einsatz stand, nahm sie für ihre pazifistische Arbeit die Reduzierung ihrer psychotherapeutischen Praxis, finanzielle Einbußen und zeitliche Belastungen in Kauf. Nach dem Ende des Zweiten Weltkrieges schloss sich Frau Küpper zunächst der Organisation "W.O.M.A.N.", der von Dorothy Thompson gegründeten Weltorganisation der Mütter aller Nationen an. Sie baute einen Arbeitskreis in München auf, den sie bis zu seiner Auflösung 1975 leitete. Außerdem war sie Vorsitzende des W.O.M.A.N.-Landesverbandes Bayern.
Als Vertreterin der deutschen Friedensverbände und Vorstandsmitglied der Arbeitsgemeinschaft deutscher Friedensverbände (AdF) arbeitete sie ab 1948 für mehrere Jahre als Mitglied des Exekutivkomitees des International Peace Institute in Genf. 1950 war sie Gründungsmitglied und Vertreterin für Bayern in der vom späteren Bundespräsidenten Gustav Heinemann gegründeten „Notgemeinschaft für den Frieden Europas“, zwei Jahre später Gründungsmitglied der von Heinemann zusammen mit Helene Wessel initiierten Gesamtdeutschen Volkspartei (GVP), die gegen die Wiederbewaffnung Deutschlands und für die deutsche Einheit eintrat. Frau Küpper war Landesvorsitzende in Bayern und Mitglied des Bundesvorstandes der GVP. Ab 1950 arbeitete sie aktiv in einer Reihe verschiedener Friedensorganisationen und Gruppen der außerparlamentarischen Opposition mit.
In Zusammenarbeit mit Franz Wuesthoff gründete sie die Forschungsgesellschaft für Friedenswissenschaft in Genf sowie einer deutschen Sektion mit Sitz in München. 1966 entwickelte sich die deutsche Sektion zu einer eigenständigen Organisation, der Studiengesellschaft für Friedensforschung e. V. Diese legte ihren Forschungsschwerpunkt in den sozialwissenschaftlichen und friedenspädagogischen Bereich. Den Vorsitz der neu gegründeten Studiengesellschaft hatte Frau Küpper von 1966 bis 1994 inne. Die Studiengesellschaft sah damals ihre erste Aufgabe darin, Krieg und Frieden als legitime Themen wissenschaftlicher Forschung bewusst zu machen, um der Entwicklung einer Friedensforschung auch in der Bundesrepublik den Weg bereiten zu helfen.
Als sich nach der politischen Wende in Bonn die Finanzierung von Friedensforschung sehr verschlechterte, musste die Studiengesellschaft neue Arbeitsformen finden. In Zusammenarbeit mit Franz Rieger, dem langjährigen stellvertretenden Vorsitzenden der Studiengesellschaft, wurde die Idee der "Denkanstöße" geboren. Das sind kurze Informationen zu bisher 36 aktuellen Themen, die die Meinungsbildung durch sachliche Information unterstützen sollen. Zu Anfang der 1980er Jahre wurde auf Grund aktueller politischer Entwicklungen in München der "Initiativkreis Neue Sicherheitspolitik" (INS) gegründet, in dem Frau Küpper aktiv mitarbeitete. Der INS schloss sich später der Studiengesellschaft an.

## Auszeichnungen
- 1969 wurde ihr als Anerkennung für ihr Wirken und ihren Einsatz, die weit in den politisch-öffentlichen Raum hineinreichten, die Theodor-Heuss-Medaille verliehen.
- 2017 wurde in München Forstenried der Christel-Küpper-Platz nach ihr benannt.[2]

## Publikationen
- Atomwaffen und Gewissen, Freiburg im Breisgau : Herder, 1983
- Friedenserziehung, Opladen : Leske und Budrich, 1979
- Der Friede im Blickpunkt der Pädagogik, München : Studienges. f. Friedensforschung e. V., 1968
- Friedenssicherung durch die UNO, Opladen : Leske und Budrich